# كريستيانا فيراندو
كريستيانا فيراندو (بالإيطالية: Cristiana Ferrando)‏ هي لاعب كرة مضرب إيطالية، ولدت في 10 أغسطس 1995 في سانتا مارجريتا ليجوري في إيطاليا.

## وصلات خارجية
- كريستيانا فيراندو على موقع رابطة محترفات التنس (الإنجليزية)
- كريستيانا فيراندو على موقع الاتحاد الدولي لكرة المضرب (الإنجليزية)
- كريستيانا فيراندو على موقع خلاصة التنس.كوم (الإنجليزية)
- كريستيانا فيراندو على موقع إي إس بي إن.كوم (الإنجليزية)